# Episodi di Warped! La fumetteria
La prima stagione della serie televisiva Warped! La fumetteria, composta da 13 episodi, è stata trasmessa negli Stati Uniti, da Nickelodeon, dal 16 gennaio al 31 marzo 2022.
In Italia viene trasmessa dal 15 aprile 2022 su Nickelodeon.
| nº | Codice di prod. | Titolo originale  | Titolo italiano          | Prima TV USA     | Prima TV Italia |
| -- | --------------- | ----------------- | ------------------------ | ---------------- | --------------- |
| 1  | 101             | Pilot!            | L'inizio!                | 16 gennaio 2022  | 15 aprile 2022  |
| 2  | 102             | Challenged!       | Il record                | 20 gennaio 2022  | 19 aprile 2022  |
| 3  | 105             | Duped!            | Fregato!                 | 27 gennaio 2022  | 20 aprile 2022  |
| 4  | 107             | Space-Conflicted! | Conflitti spaziali       | 3 febbraio 2022  | 21 aprile 2022  |
| 5  | 103             | Sandwiched!       | L'anteprima              | 10 febbraio 2022 | 22 aprile 2022  |
| 6  | 109             | Plagiarized!      | Il plagio                | 17 febbraio 2022 | 25 aprile 2022  |
| 7  | 104             | Creeped!          | La bambola spaventosa    | 24 febbraio 2022 | 26 aprile 2022  |
| 8  | 108             | Recorded!         | La registrazione         | 3 marzo 2022     | 27 aprile 2022  |
| 9  | 106             | Limited!          | La nuova console         | 10 marzo 2022    | 28 aprile 2022  |
| 10 | 112             | Raccooned!        | L'invasione dei Procioni | 17 marzo 2022    | 29 aprile 2022  |
| 11 | 110             | Hired!            | La stella del negozio    | 24 marzo 2022    | 2 maggio 2022   |
| 12 | 113             | Talented!         | Talentuoso               | 31 marzo 2022    | 3 maggio 2022   |
| 13 | 111             | Finished!         | Finito!                  | 31 marzo 2022    | 4 maggio 2022   |